# Terza via

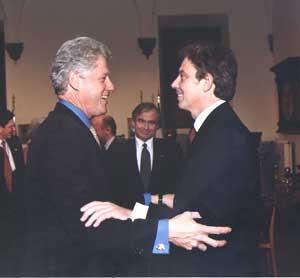
Bill Clinton e Tony Blair, due noti esponenti della Terza via

La locuzione terza via (in inglese: Third Way) si riferisce a diverse posizioni politiche trasversali impegnate nell'elaborazione di una moderna posizione intermedia tra neoliberalismo e socialdemocrazia – da non confondere con il centrismo, termine riconducibile ad un concetto maggiormente ampio – al fine di individuare un efficace compromesso di giustizia sociale, pari opportunità, valorizzazione del merito, dell’iniziativa privata, tra le politiche economiche laissez-faire e quelle interventiste.
Essa nasce dall'esigenza di analizzare compiutamente gli esiti delle politiche economiche di stampo keynesiano, che avevano precedentemente generato dubbi a causa di un eccessivo interventismo da parte dello Stato, e quelle neoliberiste sviluppatesi a partire dagli anni ottanta, in una fase ormai avviata alla globalizzazione, combinandole fra loro e sviluppate da alcuni partiti socioliberali e socialdemocratici.

## Panoramica
Uno dei maggiori esponenti della terza via, il premier laburista Tony Blair, dichiarò come tale concezione includesse politiche che riconoscono gli individui di un contesto sociale quali socialmente interdipendenti e si promuoveva in difesa della giustizia sociale, della coesione sociale, l'eguaglianza di tutti i cittadini e le pari opportunità. Lo sviluppo delle idee della terza via avvenne grazie al supporto di intellettuali come Anthony Giddens (rettore della prestigiosa London School of Economics), David Marquand, Geoff Mulgan, David Held e David Goodhart. Giddens afferma che la terza via rifiuta la concezione tradizionale del socialismo, ma accetta altresì quella presentata da Anthony Crosland come una dottrina etica che vede i governi socialdemocratici come acquisitori di un socialismo etico autosufficiente grazie alla rimozione di elementi non giusti del capitalismo grazie all'incentivazione di politiche come quelle di benessere e molte altre simili, basandosi sull'idea che il socialismo moderno ha superato la fase marxista della lotta per l'abolizione del capitalismo. Blair nel 2009 mostrò pubblico appoggio per la creazione di una "nuova forma di capitalismo", anche se le sue posizioni avevano poco a che vedere con tale posizione economica.
Questa concezione politica supporta il raggiungimento di un egualitarismo nella società odierna attraverso un'azione diretta per aumentare la distribuzione di abilità, capacità e mezzi di produzione e allo stesso tempo rifiutare la redistribuzione delle ricchezze tra classi sociali. Enfatizza così l'impegno su: il raggiungimento del pareggio di bilancio, fornendo così pari opportunità, ponendo inoltre accento sulle responsabilità morali degli individui; la decentralizzazione del potere governativo al minor livello possibile; l'incoraggiamento di più possibili accordi economici tra funzioni pubbliche e private, cercando il più possibile di non ricorrere all'uso della manodopera, così investendo nello sviluppo umano e nella ricerca oltre al miglioramento dei mezzi di produzione; la protezione del capitale sociale insieme alla salvaguardia ambientale.
Specifiche definizioni delle politiche della terza via possono differire tra Europa e Stati Uniti d'America. La terza via è stata spesso oggetto di critiche, da parte di liberali classici, conservatori e libertari, che si fanno difensori del capitalismo laissez-faire, nonché da parte di socialdemocratici e liberalsocialisti, comunisti e socialisti democratici, i quali, questi ultimi in particolare, vedono questa come un tradimento dei valori della sinistra.
In Italia alcune politiche caratteristiche della terza via sono state sostenute da alcuni esponenti politici provenienti da partiti centristi e socioliberali, tra cui Forza Italia, Rinnovamento Italiano e Nuovo PSI, così come successivamente La Margherita e Democratici di Sinistra, i due partiti confluiti nel Partito Democratico, il quale adottò nel 2008 una Carta dei Valori che sostiene proprio le politiche della terza via, propugnate in particolar modo durante la segreteria di Matteo Renzi. I maggiori sostenitori delle politiche della terza via sono attivi prevalentemente nei partiti Italia Viva e Azione.

### Origine del termine
Il termine "Terza via" è stato usato per definire varie posizioni e ideologie politiche nei secoli recenti. Queste idee sono state spesso promulgate da personalità progressiste agli inizi del ventesimo secolo. Il termine fu ripreso negli anni cinquanta da economisti tedeschi di scuola ordoliberale come Wilhelm Röpke, risultando così nello sviluppo del concetto dell'economia sociale di mercato. Successivamente Röpke prese egli stesso le distanze da questo termine e si riferì anzi all'economia sociale di mercato come "prima via" nel senso di un'evoluzione di un'economia basata sul libero mercato.
In maniera più significativa, Harold Macmillan, primo ministro britannico dal 1957 al 1963, ha basato la sua filosofia di governo su ciò che scrisse nel libro The Middle Way (1938). Questo termine è spesso confuso con la Terza via fascista, quella posizione economica tipica delle ideologie di estrema destra che cerca invece un'alternativa, piuttosto che una conciliazione, tra forze politiche antagoniste, quali marxismo e capitalismo: tra queste configurano corporativismo, socializzazione, autarchia, protezionismo e fiscalità monetaria.

### Uso del termine in tempi moderni
La terza via è stata sovente definita come: "qualcosa di diverso e distinto dal capitalismo liberale – con la sua fedele credenza ai meriti e alle qualità positive del libero mercato – e dal socialismo democratico – con la sua ossessione dell'interventismo economico e del potere dello Stato", "a favore di una crescita, dell'imprenditoria e delle imprese in generale e della creazione di un sistema sanitario, ed è anche sostenitrice di giustizia sociale e vede lo Stato come impegnato nel portare avanti il ruolo di diffondere queste idee."

### All'interno di movimenti socialisti
La terza via è stata promossa dai suoi esponenti come un'alternativa radicale e centrista tra capitalismo e forme tradizionali di socialismo, quindi sostenitrice di idee come il socialismo etico, il riformismo e il gradualismo, il quale include l'umanizzazione del capitalismo, un'economia mista, un pluralismo politico e una democrazia liberale.
Questa posizione è stata presentata dai suoi promotori come "socialismo competitivo" – un'ideologia che si pone a cavallo tra il socialismo tradizionale e il capitalismo, in maniera del tutto analoga al socialismo liberale, che propone di unire socialismo democratico e liberalismo classico. I due termini sono spesso usati come sinonimi, ma tale utilizzo è improprio: gli esponenti del socialismo liberale, infatti, propongono anche forme di regolamentazione economica e redistribuzione della ricchezza come metodi utili al raggiungimento di una maggiore uguaglianza sociale, opzioni che sono state rifiutate, oltre che non contemplate, dagli esponenti della terza via.
Uno dei più noti sostenitori della terza via, Anthony Giddens, sostenne pubblicamente una possibile forma modernizzata del socialismo all'interno del movimento socialdemocratico, ma affermò che qualsiasi ideologia socialista tradizionale che include gestione e pianificazione economica fosse imperfetta e che non fosse più esistente come teoria economica.